# Septembre 1996

## Événements
- 2 septembre : 
  - déclenchement de l'opération Desert Strike contre l'Irak.
  - Arrêt du conflit avec le plus grand groupe de sécessionnistes musulmans dans le sud des Philippines (plus de 100 000 morts depuis vingt-cinq ans) : accord de paix avec le Front de libération national Moro (FLNM)[1]. Pourparlers au début de l’année 1997 avec une plus petite faction.

- 3 septembre
  - les États-Unis tirent 27 missiles contre des cibles militaires du Sud de l'Irak en riposte à l'offensive de Saddam Hussein dans le Kurdistan irakien.
  - Première diffusion de la série d'animation française Kangoo sur TF1 dans Salut les Toons.

- 4 septembre : Première diffusion de la série d'animation Docteur Globule en France sur TF1 dans Salut les Toons.
- 8 septembre : Formule 1 : Grand Prix automobile d'Italie.

- 14 septembre : les trois partis nationalistes (croate, serbe et bosniaque) remportent les élections en Bosnie-Herzégovine au détriment des fédéralistes : Serbes, Musulmans et Croates entendent conserver chacun une zone ethnique homogène. Les institutions confédérales ne peuvent fonctionner.

- 16 septembre, Rallye automobile : le Finlandais Tommi Mäkinen remporte le championnat du monde de rallyes.

- 21 septembre : 
  - Le président William (« Bill ») Jefferson Clinton signe la loi "Defense of Marriage Act" (DOMA), qui dispose que le mariage ne peut être fait qu'entre un homme et une femme.
  - « Pacte de stabilité » européen, par lequel les pays candidats à la monnaie unique s'engagent à respecter une discipline monétaire rigoureuse.

- 22 septembre, Formule 1 : Grand Prix automobile du Portugal.

- 24 septembre : 
  - ouverture des négociations sur le CTBT (Comprehensive Nuclear Test Ban Treaty), signé le jour même par les cinq puissances nucléaires déclarées. Ce traité n'entrera en vigueur que si 44 nations nommément désignées le signent et le ratifient.
  - Le creusement d’un tunnel à vocation touristique près de l’esplanade des mosquées provoque une explosion de colère (81 morts dont 65 Palestiniens). Les territoires occupés sont immédiatement fermés.

- 26 septembre, Afghanistan : entrée des talibans (« étudiants islamistes ») à Kaboul, le nord du pays résiste encore. Le pays est plus partagé que jamais entre les différentes milices armées qui en tiennent chacune une partie.

## Naissances
- 1er septembre : 
  - Zendaya Coleman, actrice américaine.
  - Elsa Jean, actrice pornographique américaine.
  - Jia Lissa, actrice pornographique russe.
  - Rewan Refaei, taekwondoïste égyptienne.
- 5 septembre :
  - Zoya Ananchenko, kayakiste kazakhe.
  - Alpha Oumar Djalo, judoka français.
  - Takamasa Kitagawa, athlète japonais.
  - Natthicha Namwong, vidéaste et comédienne thaïlandaise.
- 6 septembre :
  - Lana Rhoades, actrice pornographique américaine.
  - Demi Sims, personnalité de la télévision britannique.
- 13 septembre :
  - Playboi Carti, rappeur américain.
  - Lili Reinhart, actrice américaine.
- 14 septembre :
  - Hoshi (Mathilde Gerner dite), chanteuse française.
  - Tobias Kongstad, coureur cycliste danois.
- 17 septembre :
  - Choi Youngjae, chanteur et danseur sud-coréen faisant partie du boys-band Got7 ;
  - Ella Purnell, actrice britannique.
- 19 septembre : Sophie-Tith, chanteuse française.
- 21 septembre : Thilo Kehrer, footballeur allemand.

## Décès
- 10 septembre : Joanne Dru, actrice.
- 13 septembre :
  - 2Pac, rappeur et acteur américain assassiné à l'âge de 25 ans à Las Vegas de quatre balles dans le corps.
  - Wiktor Woroszylski, écrivain et poète polonais (° 8 juin 1927).
- 18 septembre : Annabella, actrice.
- 21 septembre : Sabine Zlatin, fondatrice de la Maison d'Izieu, Resistante, Peintre.
- 22 septembre : Dorothy Lamour, actrice.